# 虞德燁
虞德燁（1540年—？），字光卿，號绍東，浙江金華府義烏縣人，民籍，明朝政治人物。

## 生平
嘉靖四十三年（1564年）甲子科浙江鄉試第六十七名舉人。隆慶五年（1571年）中式辛未科會試第二百九十九名，三甲第二百四十四名進士。吏部觀政，授行人，万历三年（1575年）三月选授兵科给事中，四年二月奉命监修先农坛，晋工科右给事中，五年正月升工科左，六年出任扬州府知府，十年五月升广西按察司副使，丁憂歸。十四年正月復除湖广副使，仍照原升从三品服俸管事。十七年正月升雲南右参政，二十年致仕。

## 家族
曾祖虞尚禮，贈通議大夫都察院右副都御史；祖父虞守愚，南京刑部右侍郎；父虞良材，監生。母金氏。慈侍下。兄德焕（镇抚）、德燦。弟德煜、德燿、德熺，俱监生。德勲、德秋、德𤍤。